# 三河北町
三河北町（みかわきたまち）は、福島県福島市の町名。丁番を持たない単独町名である。郵便番号は960-8054。

## 地理
市の本庁所管にあたる中央西地域に属し、福島駅西口市街地の北部に位置する。東西はJR奥羽本線から福島市道野田町1号線にかけての約420m、南北は福島市道三河北町1号線からJR奥羽本線にかけての約420mの範囲を町域とし、奥羽本線を弧とした扇型の形状をとる。線路敷内の小字を挟み北で森合、北東で曽根田町、南東で栄町、南で三河南町、西で野田町三丁目と隣接する。上町に所在する 福島警察署及び天神町に所在する福島消防署のそれぞれ管轄にあたる。南側の三河南町と合わせ「三河町」と呼称されることもあり、福島秋祭りの連山車では三河町として共同で山車の運行を行う。

## 歴史
旧来の信夫郡福島町の字中谷地、及び上谷地、上公事田、下公事田のそれぞれ一部と、曾根田村、森合村、八島田村のそれぞれ一部に当たる区域である。1937年7月に西隣の当時の信夫郡野田村と小面積の交換をし境界の凹凸を整理したのちに三河南町、太田町、矢剣町と共に設置され、1964年に住居表示が実施され現在に至る。

## 世帯数と人口
2021年（令和3年）6月30日現在の世帯数と人口は以下の通りである。
| 町丁     | 世帯数  | 人口  |
| -------- | ------- | ----- |
| 三河北町 | 253世帯 | 478人 |

## 小・中学校の学区
市立小・中学校に通う場合、学区は以下の通りとなる。
| 番地 | 小学校               | 中学校             |
| ---- | -------------------- | ------------------ |
| 全域 | 福島市立三河台小学校 | 福島市立岳陽中学校 |

## 交通

### 鉄道
- JR東北本線福島駅が町域のすぐ東隣の栄町に位置し、構内のごく一部が町域にかかる。

### 道路
- 福島県道310号庭坂福島線（都市計画道路腰浜町町庭坂線・庭坂街道）
  - 西町跨線橋
- 福島市道28号太平寺山口線

### バス
- 福島交通路線バス
  - （福島駅方面） - 三河北町 - 製作所前 - （庭坂方面）
    - 志田 / 運転免許センター経由庭坂 / 長沼経由庭坂
    - 市内循環ももりん1コース / 福島駅東口・バイパス経由医大 / 福島駅東口経由大原綜合病院

## 施設
- 福島製作所
- ポリテクセンター
- 三河町郵便局